# Reino de Osraige

Irlanda c. 900. O Reino de Osraige encontrava-se entre os reinos mais extensos de Munster e Leinster,e correspondeu aproximadamente à zona do atual Condado de Kilkenny.

O Reino de Osraige (em inglês: Ossory) foi um reino independente de Irlanda dentro do reino de Leinster, entre os séculos I e IX. Foi aliado durante vários séculos do Corcu Loígde, ou Dáirine, de Munster.
Os Osraige, um povo emparentado com os Ulaid, povoaram o Condado de Kilkenny e zonas do vizinha Condado de Laois.

## Reis
Um dos reis mais célebres de Osraige foi Cerball mac Dúnlainge, que faleceu em 888, e foi antepassado dos FitzPatrick, sobrenome que se introduz com a chegada dos normandos. Cerball aliou-se com os invasores viquingues e, através de suas filhas, seria o antepassado de várias famílias importantes de Islândia.
A família Mac Giolla Phádraig, ou FitzPatrick, reinou até sua submisão ante Henrique VIII de Inglaterra em 1537. E três anos mais tarde, em 1541, a mudança de ter prometido abolir todo a lembrança do Papa e de assegurar-se de que só se falasse o inglês no reino, Brían Óg Mac Giolla Phádraig foi nomeado Barão de Upper Ossory.

## Veja-se também
- Ivar de Waterford
- Reino viquingue de Mann
- Territórios viquingues das Ilhas do Norte